# Gare de Lavoûte-sur-Loire
La gare de Lavoûte-sur-Loire est une gare ferroviaire française de la ligne de Saint-Georges-d'Aurac à Saint-Étienne-Châteaucreux, située sur le territoire de la commune de Lavoûte-sur-Loire, dans le département la Haute-Loire en région Auvergne-Rhône-Alpes. Le centre ville est à 600 mètres.
Elle est mise en service en 1866 par la Compagnie des chemins de fer de Paris à Lyon et à la Méditerranée (PLM). C'est une halte ferroviaire de la Société nationale des chemins de fer français (SNCF), desservie par des trains TER Auvergne-Rhône-Alpes.

## Situation ferroviaire
Établie à 558 m d'altitude, la gare de Lavoûte-sur-Loire est située au point kilométrique (PK) 64,426 de la ligne de Saint-Georges-d'Aurac à Saint-Étienne-Châteaucreux, entre les gares du Puy-en-Velay et de Saint-Vincent-le-Château. 

## Histoire
La section de Lavoûte-sur-Loire à Pont-de-Lignon, concédée à la Compagnie du chemin de fer Grand-Central de France est mise en service par la Compagnie des chemins de fer de Paris à Lyon et à la Méditerranée (PLM) le 14 mai 1866. La station de La Voûte est située sur une portion où la pente est importante, la voie doit reprendre 80 mètres d'altitude en 12 kilomètres.
Le 9 novembre 1890 la Compagnie de chemins de fer départementaux (CFD) met en service la ligne à voie métrique de La Voûte sur Loire à Yssingeaux de son réseau du Vivarais. La gare terminus des CFD est établie sur le même site que la gare PLM afin de faciliter les échanges entre les réseaux.

## Service des voyageurs

### Accueil
Halte SNCF, c'est un point d'arrêt non géré (PANG) à accès libre

### Desserte
Lavoûte-sur-Loire est desservie par des trains TER Auvergne-Rhône-Alpes qui effectuent des missions entre les gares du Puy-en-Velay et  de Saint-Étienne-Châteaucreux.

### Intermodalité
Le centre-ville est à 600 mètres, un parking pour les véhicules est aménagé à proximité.